# Océan Rhéique

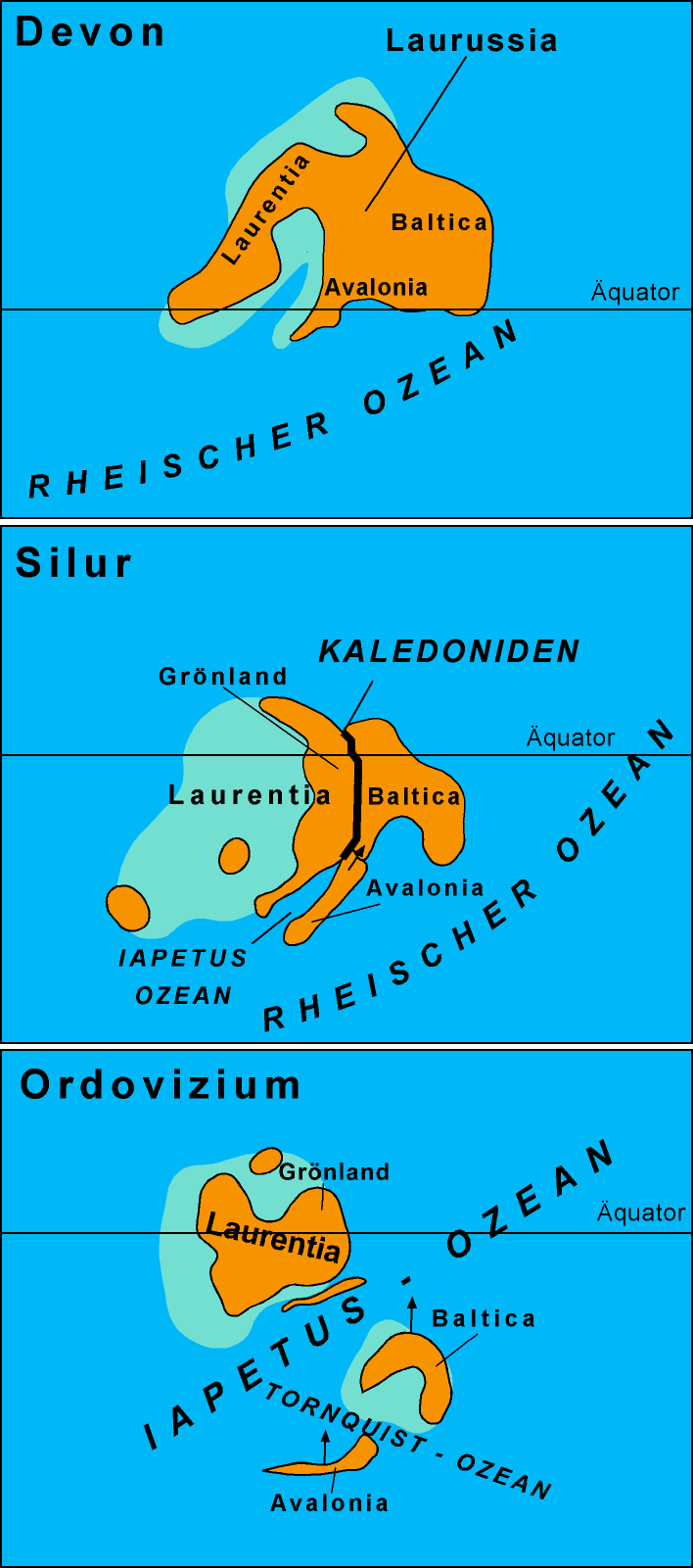
Schémas de l'évolution paléogéographique au Dévonien, Silurien et Ordovicien (Rheischer Ozean = océan Rhéique).

L'océan Rhéique est un paléo-océan du Paléozoïque, situé entre le supercontinent Gondwana au sud et des microcontinents au nord, dont l'Avalonia. Il s'est formé pendant le Cambrien et s'est refermé durant les orogenèses hercynienne et alléghanienne au Carbonifère.

## Évolution
Au début du Paléozoïque, il y a environ 540 millions d'années, la majorité des masses continentales est rassemblée autour du pôle Sud et forme le supercontinent Gondwana, à l'exception de plus petits continents, tels que la Laurentia et la Baltica. Au Paléozoïque, entre le Gondwana, la Laurasia et la Baltica se trouve l'océan Iapetus. La bordure nord du Gondwana a été soumise à l'orogenèse cadomienne pendant la période édiacarienne. Cette orogenèse a formé un arc volcanique de type cordillère où la lithosphère océanique s'est subductée. Lorsque la subduction de la dorsale médio-océanique s'est faite sous un angle oblique, un bassin d'extension s'est développé le long de la marge nord du Gondwana. Au cours de la fin du Cambrien à l'Ordovicien inférieur, ces bassins d'extension ont évolué en un rift le long de la bordure nord du Gondwana. Le rift s'est à son tour transformé en une dorsale médio-océanique séparant de petits fragments continentaux (terranes) tels que l'Avalonia et la Carolina (en) de la masse continentale du Gondwana.
L'Avalonia dérive vers le nord par rapport au Gondwana ce qui provoque l'agrandissement de l'océan Rhéique. Ce déplacement vers le nord fait rétrécir l'océan Iapetus pendant l'Ordovicien moyen et supérieur. Au Silurien supérieur, l'Avalonia entre en collision avec la Baltica et la Laurentia pour former le continent Laurussia pendant l'orogenèse calédonienne. L'océan Rhéique commence à se refermer à son tour durant le Dévonien, lorsque le Gondwana, probablement précédé par des terranes qui se sont détachés, dérive vers la Laurassia. À la fin du Dévonien, l'océan Rhéique se rétrécit et forme une suture entre le Gondwana et la Laurassia. L'océan se referme progressivement à partir de l'est, dans ce qui est actuellement l'Europe centrale (orogenèse hercynienne). La fermeture continue à progresser vers l'ouest : l'océan se ferme dans le nord-est de l'Amérique du Nord (orogenèse alleghenienne) et au nord-ouest de l'Afrique, et enfin dans le sud-est de l'Amérique du Nord (orogenèse ouachita (en)) et au nord de l'Amérique du Sud.

## Nom
Le nom d'océan Rhéique a été donné en 1972 par W. Stuart McKerrow et Alfred M. Ziegler. L'océan entre Baltica et Laurentia a été nommé Iapetus, en référence au Titan Japet, père d'Atlas dans la mythologie grecque, cet océan étant le prédécesseur de l'océan Atlantique. L'océan entre Gondwana et Baltica a ainsi été nommé Rhéique, en référence à Rhéa, l'une des six Titanides.